# Dario van den Buijs
Dario van den Buijs (Lier, 12 de septiembre de 1995) es un futbolista belga que juega de defensor en el Roda JC Kerkrade de Países Bajos.

## Biografía
Es hijo del exjugador Stan van den Buijs, quien trabaja en el SV Zulte Waregem. Su hermano Gianni Van den Buijs también es futbolista, juega en el KFC Duffel.

## Clubes
| Club                     | País         | Año       |
| ------------------------ | ------------ | --------- |
| Club Brujas              | Bélgica      | 2014-2015 |
| F. C. Eindhoven          | Países Bajos | 2015-2017 |
| Heracles Almelo          | Países Bajos | 2017-2020 |
| K. Beerschot V. A.       | Bélgica      | 2020-2021 |
| Fortuna Sittard (cedido) | Países Bajos | 2021      |
| RKC Waalwijk             | Países Bajos | 2021-2025 |
| Roda JC Kerkrade         | Países Bajos | 2025-     |

## Palmarés

### Títulos nacionales
| Título          | Club        | País    | Año     |
| --------------- | ----------- | ------- | ------- |
| Copa de Bélgica | Club Brujas | Bélgica | 2014-15 |